# Omobranchus anolius
Omobranchus anolius är en fiskart som först beskrevs av Valenciennes, 1836.  Omobranchus anolius ingår i släktet Omobranchus och familjen Blenniidae. IUCN kategoriserar arten globalt som livskraftig. Inga underarter finns listade i Catalogue of Life.